# Collie (Australia)
Collie – miasto w Australii, w stanie Australia Zachodnia.